# 이산보
이산보(李山甫, 1539년 ~ 1594년)는 조선의 문신이다. 이지함은 그의 삼촌이 된다.
영의정을 지낸 아계 이산해는 이산보의 사촌이다. 삼촌 이지함의 문인. 자(字)는 중거(仲擧), 별칭은 장덕 군자(長德君子)이고, 호는 명곡(鳴谷), 명곡선생(鳴谷先生)이다. 임진왜란 초반 무군사 당상(撫軍司堂上)으로서 검찰사(檢察使)가 된 지 1년여에 군량을 운송하는 데 공을 세웠고, 명을 받아 기민을 진휼하다가 과로로 순직하였다.
1604년 호성공신에 추록되었고, 1614년(광해군 6년) 8월 27일 위성원종공신 1등(衛聖原從功臣)에 추록되었다.

## 이력
1568년 증광문과에 급제하여 해미현감과 사간원 정언, 성균관전적 등을 지내고 북도 순안어사로 파견되었다. 그 뒤 홍문관의 직책을 지내다가 동인의 공격을 받고 종부시정으로 좌천되었다가 동부승지와 대사간 등을 지냈다.
본관은 한산(韓山). 자는 중거(仲擧), 호는 명곡(鳴谷). 목은(牧隱) 이색(李穡)의 후손이며, 아버지는 지무(之茂)이다. 어머니는 김제군수 구승유(능성구씨 낭장공파)의 딸이다. 숙부인 지함(之菡)에게 배웠다. 1568년(선조 1) 증광문과에 급제하여 전적·해미현감·정언 등을 지냈다. 순안어사(巡按御史)로 북도를 순찰하고 돌아온 뒤 수찬·지평·사인·응교·직제학 등을 역임했다. 동인의 탄핵을 받아 종부시정(宗簿寺正)으로 좌천되었다가 동부승지·대사간을 거쳐 1585년 이이(李珥)·정철(鄭澈)을 논박한 부제학 김우옹(金宇顒)을 반박한 일로 선조의 신임을 얻어 대사헌이 되었다. 그러나 이이·정철·박순(朴淳) 등의 공을 논하다가 경상도관찰사·황해도관찰사로 전직되었다. 1589년 정여립(鄭汝立)의 모반 사건을 계기로 기축옥사가 일어나자 대사간으로서 사건을 다스렸고, 이듬해에는 성절사로 명나라에 다녀왔다. 1591년 왕세자 책봉을 둘러싸고 동인과 서인 사이에 분쟁이 일어나 정철 등 서인이 화를 입자 황해도관찰사로 있다가 연루되어 파직되었다. 임진왜란이 일어나자 선조를 호종(扈從)한 뒤 이조참판·이조판서를 지냈고 군량을 조달하기 위해 북도와 삼남의 도검찰사(都檢察使)로 나갔다. 좌참찬을 지내고 1594년 대기근을 수습하려고 애쓰다 죽었다.
1604년 호종공신 2등에 서훈되고 한흥부원군(韓興府院君)에 추봉되었고, 관직은 영의정에 증직됐다. 시호는 충간(忠簡).
충청남도 保寧시 청라면 출신이며 보령시 주교면 고정리 고만산에 묘역이 있다.
1539(중종 34)∼1594(선조 27). 조선 중기의 문신. 본관은 한산(韓山). 자는 중거(仲擧), 호는 명곡(鳴谷). 증 영의정 색(穡)의 7대손이며, 지무(之茂)의 아들이다. 작은아버지인 지함(之菡)을 사사하였다.
1567년(명종 22)사마시를 거쳐 1568년(선조 1)증광문과에 병과로 급제하여, 승문원의 추천으로 춘추관에 들어갔다가 전적•해미현감•정언 등을 지냈으며, 왕명을 받고 순안어사(巡按御史)로 북도(北道)를 순찰하고 돌아와 수찬•교리•지평•헌납•이조정랑 등을 역임하였다.
1577년 양모의 상을 당하여 관직을 사직하고 서천에 돌아갔다가 다시 사인•집의•사간•응교•직제학 등을 지냈으며, 당론을 끝까지 진술하다가 동인들의 탄핵을 받고 종부시정에 좌천되었다.
1년 뒤 다시 집의로 전임하였고, 이어 동부승지•대사간•우승지를 지냈다.
1585년 부제학 김우옹(金宇顒)이 이이(李珥)•정철(鄭澈)이 행한 일을 논박하는 것을 반박하자, 선조는 그의 충절을 크게 칭찬하여 대사헌으로 특진시켰다. 뒤에 이이•박순(朴淳)•정철의 공적을 논하다가 사간원의 탄핵을 받고, 경상도와 황해도의 관찰사로 전직되었다.
1589년 정여립(鄭汝立)의 모반사건인 기축옥사가 일어나자 대사간의 자리에서 난국을 수습하고, 이듬해 성절사(聖節使)로 명나라에 다녀와서 또다시 대사헌이 되었다.
1591년 황해도관찰사로 있다가 건저문제(建儲問題)로 정철 등 서인이 화를 당하자 이에 연루, 곧 파직되어 고향인 보령에 내려가 독서로 시간을 보냈다.
이듬해 임진왜란이 일어나자 선조를 호종(扈從)하였고, 대사간•이조참판•이조판서 등을 역임하였다. 명나라 군대가 요양(遼陽)에 머물면서 진군하지 않자 그는 명나라 장군 이여송(李如松)을 설득하여 명군을 조선으로 들어오게 하는 데 큰 공을 세웠다.
이어서 군량을 조달하기 위하여 북도와 삼남지방의 도검찰사(都檢察使)로 나갔는데, 지난날의 선정에 감복하여 도민들이 적극 협조함으로써 무사히 해결하였다.
1594년에 대기근이 들자 동궁의 명을 받고 밤낮으로 구휼에 힘쓰다가 병을 얻어 죽었다.
1604년 호종공신(扈從功臣)2등에 책록되고 영의정에 추증되었으며, 한흥부원군(韓興府院君)에 추봉되었다.
성품이 소박하고 정직하여 이해득실에 마음이 흔들리지 않았으며 시정에는 심신으로 다하였다. 보령의 화암서원(花巖書院), 서천의 건암서원(建巖書院)에 제향되었으며, 시호는충간(忠簡)이다.
충절(忠節)에 산 학자(學者)인 정치가(政治家) 이산보(李山甫)
나라가 정치를 잘하느냐 잘못된 나라냐 하는 것은 그 나라의 백성을 보면 알 수 있다 하였다. 나라에서 아무리 강한 군대가 있고 성현군자가 정치를 한다 해도 백성이 굶주림에 시달리면 그 나라의 정치는 잘못된 정치라고 말했다. 사람에겐 누구나 가난을 타고난 것이 아니다라고 딱 잘라서 말하는 이산보(李山甫)는 임진왜란(壬辰倭亂)때의 충신이다.
그는 중종(中宗) 34년(1539)에 보령(保寧)에서 태어났다. 자는 중거(中擧) 이고 호는 명곡(鳴谷)이며 시호는 충간(忠簡)이다. 그의 본관은 한산(韓山)으로서 선조(宣祖) 1년(1568)에 문과에 급제하고 해미현감(海美縣監) 정언(正言)등을 거쳐 북도(北道)의 어사로 나갔다가 이조정랑(吏曹正郞) 사인(舍人) 집의(執義) 대사간을 거쳐 기축옥사가 일어나자 그는 높은 충성을 보이게 된다.
기축옥사는 전라도(全羅道)의 선비가 정권을 장악할 욕심으로 처음은 이율곡(李栗谷)문하에 출입하면서 명망이 높았는데 이율곡(李栗谷)이 죽자 동인 편에 붙어서 이율곡(李栗谷)을 욕하며 동인에 아부하여 어떻게든지 출세를 노렸었다. 그의 이와 같은 행실을 알고 있는 선조(宣祖)께서는 그를 좋아하지 않자 수찬 벼슬까지 올랐던 그가 벼슬을 버리고 전주(全州)에 은거하면서 은근히 조정을 정복할 계획을 세우고 황해도(黃海道)와 전라도(全羅道)에서 봉기하였으나 실패하고 진안(鎭安) 죽도(竹島)에 숨었다가 자살한 사건인데 이때 이산보(李山甫)는 선비로서 하는 행실이 과격하며 변심이 많은 정여립(鄭汝立)의 탄핵을 주장하며 그의 모의를 사전에 수습하는데 앞장섰었다.
그 후 그는 대사헌에 올랐다가 벼슬을 버리고 집에서 경서와 사기를 읽으며 소일을 했었다. 그가 한유하게 소일을 하는데 임진왜란(壬辰倭亂)이 터졌다. 그는 곧장 조정으로 들어가선 나라의 일을 걱정하며 대책을 연구했으며 선조(宣祖)를 따라서 의주(義州)로 갔다 다시 이조참판(吏曹參判)을 거쳐 이조판서(吏曹判書)가 되었다.
우리나라의 국토가 왜구에게 짓밟혀서 백성의 원성이 드높았었다. 이산보(李山甫)는 구국의 일념에 모든 백성이 궐기하여 오랑캐를 무찌를 것을 강조했었다. 마침내 명(明)나라에서 원군이 오게 되어 차츰 오랑캐를 몰아붙일 때 그는 왕명으로 도검찰사가 되고 삼남으로 내려가선 군량이 떨어진 명(明)나라 군사들을 먹일 군량을 모으러 다녔다.
나라에 큰 난리가 있어서 어데가나 곡식이 쌓여있지가 않았다. 그는 동서로 뛰면서 우리나라를 도우러 온 명(明)나라 군사를 먹일 군량수집에 온 정성을 다하여 위기를 넘기니 선조(宣祖)도 그의 부지런하고 강직함에 노랬었다. 임진왜란(壬辰倭亂)때 우리나라 백성들은 오랫동안 가진 고생을 하면서도 잘도 견뎌내서 오랑캐가 물러가고 이제는 백성들이 마음 편하게 살게 되었을 때였다. 이번에는 비 한 방울 떨어지지 않는 날이 계속되었다. 그렇잖아도 오랜 고생에 시달린 백성들이 가뭄에 시달리자 삶에 대한 매력도 잊고 있었다. 조정에서는 선조(宣祖)가 가뭄을 걱정한 나머지 가뭄이 가장 극심한 지방으로 이산보(李山甫)를 보내어 가뭄에 시달리는 백성들을 수습하라 했다.
그는 어명을 받고 시골로 내려갔으나 어디서부터 손을 대어야 할지 엄두가 나지 않았다. 굶는 백성에게 밥을 주는 것처럼 더 도움이 있겠는가? 하고 곡식을 나누어 먹게 하면서 자기는 제대로 끼니도 먹지 못하니 그를 따라간 신하들이 걱정이었다. 하루 한끼니 밥도 제대로 먹지를 않았다. 그래서 따라간 문관들이 수저를 들지 못하면「배불리 먹을 수 있다면 얼마나 좋겠는가? 밥을 먹을래도 배가 부르게 먹을 수가 없네……」하곤 다시 가뭄이 심한고을로 떠나는 것이었다. 그가 나타나면 고을의 원들이 인사가 밥을 먹는 것이 문제가 아니었다.
「누가 사람으로 태어날 때 가난을 짊어지고 태어났느냐?」그는 가난한 사람편에 서서 한나라의 판서가 고락을 같이하니 쌀을 땅속에 파묻어 두었던 사람들도 곡식을 파내서 나누어 먹었다 한다. 가뭄을 이깁시다. 먹을 수 있는 것은 무엇이든지 먹고 살자는 그의 신념에 백성들은 배고픔 속에서도 꾸준히 참고 일했다.
그래서 모두가 힘이 생기는데 그는 피로 때문에 쓰러져 병으로 죽었다.
한나라의 판서가 가뭄과 싸우다가 죽었다는 소문이 퍼지자 모두가 애석해 했으며 그는 공신으로서 영의정 벼슬이 내려졌고 한흥부원군(韓興府院君)으로 추봉되었다.
1614년(광해군 6년) 8월 27일 위성원종공신 1등(衛聖原從功臣)에 책록되었다.